# Галиа, Карл
Карл Галиа (нем. Karl Galia, 1916 — ?) — австрийский шахматист, мастер.
Участвовал в соревнованиях конца 1940-х гг.
Чемпион Австрии 1948 г.
Участник двух мемориалов К. Шлехтера и международного турнира в Бад-Гаштайне.
В составе сборной Австрии участник матча со сборной Венгрии и двух матчей со сборной Чехословакии.
Сведения о биографии шахматиста крайне скудны.

## Спортивные результаты
| Год  | Город       | Соревнование                                     | + | −  | = | Результат | Место |
| ---- | ----------- | ------------------------------------------------ | - | -- | - | --------- | ----- |
| 1946 | Вена        | Турнир австрийских шахматистов                   |   |    |   |           |       |
| 1947 | Будапешт    | Матч Венгрия — Австрия (против А. Вайды)         | 0 | 1  | 1 | ½ из 2    |       |
|      | Вена        | Мемориал К. Шлехтера                             | 5 | 5  | 5 | 7½ из 15  | 9     |
| 1948 | Хорн        | Чемпионат Австрии                                |   |    |   | 13 из 17  | 1     |
|      | Бад-Гаштайн | Международный турнир                             | 2 | 10 | 7 | 5½ из 19  | 19—20 |
| 1949 | Вена        | Мемориал К. Шлехтера                             | 3 | 6  | 4 | 5 из 13   | 10—11 |
|      | Вена        | Матч Австрия — Чехословакия (против Ф. Зиты)     | 0 | 1  | 1 | ½ из 1    |       |
|      | Прага       | Матч Чехословакия — Австрия (против М. Катетова) | 0 | 2  | 0 | 0 из 2    |       |